# 東国史略 (権近)
『東国史略』（とうごくしりゃく、朝鮮語: 동국사략）は、高麗末期、李氏朝鮮初期の学者であった河崙、権近などが編纂した歴史書。檀君朝鮮から後三国時代までの朝鮮半島の古代史をまとめた本で、『三国史略』とも呼ばれ、計8冊からなる。ただし、現存するのは巻三から四の1冊だけである。
特徴としては、性理学的名分論の立場をとることと、三国時代を重点的に記述し、特に新羅を中心とし、新羅の年期の下に新羅・高句麗・百済の順に事件を述べる編年体の方法をとったことが挙げられる。新羅を三国の主人に設定した『東国史略』は太宗と世宗の公認を受けた。
新羅の正統性を重視する記述は、以降の歴史書に影響を与えた。他方では、『三国遺事』に見える楽浪、夫余、帯方、沃沮、伽耶、渤海などの諸国への言及は乏しい。

## 編纂過程
1402年6月、太宗の王名によって河崙、権近、李詹がともに『三国史』の編纂に着手し、翌1403年8月に『東国史略』を完成して、これを献上した。
一般的には、権近の撰によるものとされている。
編纂にあたっては、『三国史記』のほか、『三国遺事』、『冊府元亀』、『隋書』などが参照されている。